# Raudalu
Raudalu est un quartier du district de  Nõmme  à Tallinn en Estonie.

## Description
En 2019, Raudalu compte 719 habitants.
Sa superficie est de 1,8 km2.
Le quartier est situé à la frontière de la ville, à côté de Ülemistejärve et de Männiku,
Les rues du quartier sont : Hõberebase tänav, Karuse tänav, Piibri tänav, Sinirebase tänav, Halu tänav, Hao tänav, Hiidtamme tänav, Kaarla tänav, Kume tänav, Kura tänav, Kõnnu tänav, Mustika tänav, Pinu tänav, Riida tänav et Viljandi maantee.

## Population
| 2008 | 2010 | 2011 | 2012 | 2013 | 2014 |
| ---- | ---- | ---- | ---- | ---- | ---- |
| 726  | 732  | 715  | 748  | 768  | 794  |

| 2015 | 2016 | 2017 | 2018 | 2019 | 2020 |
| ---- | ---- | ---- | ---- | ---- | ---- |
| 794  | 784  | 749  | 742  | 719  | 747  |

| 2021 | 2022 | - | - | - | - |
| ---- | ---- | - | - | - | - |
| 736  | 720  | - | - | - | - |

## Transports
La ligne de bus n° 57 dessert le quartier.

## Lieux et monuments
Le musée de la glace Balbiino, ouvert en 2014, est à Raudalu.
Une grande partie du quartier est occupée par la forêt de Raudalu, traversée par la route de Viljandi.
Dans la partie nord de Raudalu, dans la rue Karuse tänav, il y a quatre gros rochers  pierres de Raudalu (et).
Le plus gros des rochers apparaît dans les légendes sur Kalevipoeg. Selon la légende, cette pierre y aurait été lancée par Vanapagan (et) lors d'une compétition de lancer de pierres avec Kalevipoeg.